# Saint-Pierre-le-Vieux (Vendée)
Saint-Pierre-le-Vieux település Franciaországban, Vendée megyében. Lakosainak száma 924 fő (2022. január 1.). Saint-Pierre-le-Vieux Bouillé-Courdault, Doix-lès-Fontaines, Liez, Maillezais, Saint-Martin-de-Fraigneau, Xanton-Chassenon és Rives-d’Autise községekkel határos.

## Népesség
A település népessége az elmúlt években az alábbi módon változott:
| Lakosok száma | 967  | 971  | 989  | 961  | 951  | 940  | 930  | 926  | 924  |
|               | 2013 | 2015 | 2016 | 2017 | 2018 | 2019 | 2020 | 2021 | 2022 |